# Eichwalde
Eichwalde – gmina we wschodnich Niemczech w kraju związkowym Brandenburgia, w powiecie Dahme-Spreewald. Gmina leży w bezpośrednim sąsiedztwie Berlina nad rzeką Dahme.

## Geografia
Eichwalde graniczy od północy z berlińską dzielnicą Treptow-Köpenick. Od zachodu graniczy z Schulzendorf a od południa z Zeuthen. Wschodnią granicę stanowi rzeka Dahme, która tworzy w tym miejscu jezioro Zeuthener See. Centrum Berlina jest oddalone o 22 kilometry. Najbliższe miasto w Brandenburgii Königs Wusterhausen jest oddalone o 9 kilometrów.

## Historia
Najstarsza znana wzmianka o osadzie pod nazwą Rahdelandt pochodzi z 1673, rozwój jako miejscowość Eichwalde zaczęła się w tym miejscu natomiast dopiero pod koniec XIX wieku.
W latach 1949–1990 część NRD.

## Zabytki
- Kamienice z XIX i XX wieku
- Neogotycki kościół ewangelicko-luterański
- Neoromański kościół katolicki św. Antoniego
- Wieża ciśnień
- Dawna remiza strażacka, obecnie centrum kultury

## Demografia
| Rok  | Populacja |
| ---- | --------- |
| 1875 | 54        |
| 1890 | 28        |
| 1910 | 1 565     |
| 1925 | 3 069     |
| 1939 | 6 318     |
| 1946 | 5 847     |
| 1950 | 6 493     |
| 1964 | 6 352     |

| Rok  | Populacja |
| ---- | --------- |
| 1971 | 6 377     |
| 1981 | 5 962     |
| 1985 | 5 705     |
| 1989 | 5 218     |
| 1995 | 4 887     |
| 2000 | 5 737     |
| 2005 | 6 002     |
| 2010 | 6 205     |

| Rok  | Populacja |
| ---- | --------- |
| 2015 | 6 426     |
| 2016 | 6 490     |
| 2017 | 6 449     |
| 2018 | 6 468     |
| 2019 | 6 420     |
| 2020 | 6 452     |

## Transport
W Eichwalde znajduje się przystanek kolejowy, obsłużony przez linie S8 i S46 berlińskiej szybkiej kolei miejskiej. 
W pobliżu gminy znajduje się międzynarodowy port lotniczy Berlin-Brandenburgia.

## Osoby urodzone w Eichwalde
- Sonja Ziemann - aktorka

## Współpraca zagraniczna
- Polska: Ośno Lubuskie